# 直井敏光
直井 敏光（なおい としみつ、1966年5月6日 - 1993年1月8日）は、大阪府高槻市出身の元プロレスラー。

## 経歴
学生時代の1988年、パワーリフティングの全日本学生選手権で優勝の実績を持つ。
1992年、SWSに練習生として入門したが、正式デビューする前にSWSは崩壊してしまう。その後『道場・檄』『パライストラ』のメンバーが中心となって設立したNOWの所属選手となる。
1992年8月9日、後楽園ホールでのプレ旗揚げ戦で鶴見五郎とエキシビジョン・マッチを行い、同年10月26日、後楽園ホールでの畠中浩（現：畠中浩旭）戦で正式デビュー、将来を嘱望されていた。
しかし年が明けた1993年1月8日、前日の福井県鯖江市での興行を終えて、団体内の人手不足もありリング機材を乗せたトラックを運転して、川畑輝（現：川畑輝鎮）とともに帰京する途中、敦賀市の北陸自動車道上り線で道路の右側斜面に衝突し横転事故を起こした。福井県武生市内の病院に救急搬送されたが、同日12時40分、頭蓋底骨骨折で死亡した。26歳没。なお、川畑は左上腕骨と右足に全治6週間の重傷を負ったものの、生命に別状はなかった。
NOWでは直井の急逝を受けて、同年4月に大阪（大阪府立体育会館第2競技場）と川崎市体育館で『直井敏光追悼興行』を行い弔意を示した。